# Notomithrax minor
Notomithrax minor är en kräftdjursart som först beskrevs av Henri Filhol 1885.  Notomithrax minor ingår i släktet Notomithrax och familjen maskeringskrabbor. Inga underarter finns listade i Catalogue of Life.